# 상부 그린델발트 빙하
상부 그린델발트 빙하(독일어: Oberer Grindelwaldgletscher)는 스위스 베른주에 있는 베른 알프스의 북쪽에 있는 그린델발트 근처의 두 계곡 빙하(다른 하나는 하부 그린델발트 빙하) 중 하나이다. 1973년에는 길이가 약 6.6km이고, 면적이 9.6k㎡였다.
상부 그린델발트 빙하는 슈렉호른 북쪽과 베터호른 남쪽의 광대한 설원에서 발생한다. 빙하혀는 현재 해발 약 1,400m로 알프스에서 가장 낮은 빙하 중 하나이다. 2013년 8월 말 상부 그린델발트 빙하혀가 둘로 갈라졌다. 약 1,850m 길이의 아래쪽 혀 부분은 이후 더 이상 모빙하의 먹이가 되지 않아 스위스에서 가장 큰 사빙혀가 되었다.

## 같이 보기
- 하부 그린델발트 빙하